# 伏尔加 (艾奥瓦州)
伏尔加（Volga），美国艾奥瓦州克莱顿县城市，位于该县西部。总人口208（2010年）。伏尔加得名于艾奥瓦州境内的伏尔加河（该河以俄罗斯境内的伏尔加河命名）。